# Pasajero
Pasajero (с исп. — «пассажир») — студийный альбом группы Gipsy Kings, выпущенный в 2006 году под руководством продюсера Филиппа Эйделя (Philippe Eidel, прежде работал с Халед).

## Список композиций
1. Si Tu Me Quieres (3:11)
2. Pueblos (2:58)
3. Mira La Chica (2:51)
4. Cafe (3:22)
5. Chan Chan (2:46)
6. Canastero (3:57)
7. Donde Esta Mi Amor (3:37)
8. Amor (3:26)
9. La Tounga (3:28)
10. Sol Y Luna (3:24)
11. Guaranga (3:17)
12. Pasajero (3:05)
13. Recuerdos A Zucarados (3:04)
14. La Vida De Gipsy (3:40)

## Участники записи
- Николас Рейес : основной вокал, пальмас
- Тони Бальярдо : основная гитара, чаранго
- Франко Кану Рейес : вокал, гитара, чаранго
- Пачай Рейес : вокал, гитара
- Андре Рейес : вокал, гитара
- Диего Бальярдо : гитара, пальмас
- Пако Бальярдо : гитара, пальмас
- Пабло Рейес : гитара

Приглашённые музыканты
- Бернард Паганотти : правая бас-гитара
- Пачеро Р. Хименес : ударные
- Патрис Рансон : барабаны
- Филиппе Эйдель : аккордеон, клавиши, ударные, бузуки, чаранго, мандолина
- Мишель Делакян : труба
- Георгий Корназов : тромбон
- Пьер-Оливер Говин : саксофон
- Ава Сати : дудук
- Антонио Ривас : аккордеон
- Хаско Рамик : аккордеон